# 油酸锂
油酸锂，即(Z)-9-十八烯酸锂，是一种油酸盐，化学式为C17H33COOLi。它可由油酸和氢氧化锂在甲醇水溶液中反应得到；它也可以在油酸钠和氯化锂的反应中生成。它可以和氢氧化钙、硫酸钙或氯化钙反应，得到油酸钙和相应的锂化合物，但反应不完全。它可以和氟化铵反应，生成氟化锂。